# Деббі Спенс
Деббі Спенс (англ. Debbie Spence; нар. 9 серпня 1967) — колишня американська тенісистка.
Найвищу одиночну позицію світового рейтингу — 35 місце досягла 6 січня, 1986 року.
Здобула 1 одиночний титул туру WTA.
Найвищим досягненням на турнірах Великого шолома було 4 коло в одиночному розряді.

## Фінали Туру WTA

### Одиночний розряд (1-0)
| Результат | Дата                    | Турнір                        | Рівень        | Покриття | Суперниця      | Рахунок       |
| --------- | ----------------------- | ----------------------------- | ------------- | -------- | -------------- | ------------- |
| Перемога  | Ginny of San Diego 1984 | Southern California Open, США | Ginny Circuit | Тверде   | Бетсі Нагелсен | 6–3, 6–7, 6–4 |